# Ri Myong-guk
Ri Myong-guk ((리명국?, 李明國?); Pyongyang, 9 settembre 1986) è un ex calciatore nordcoreano, di ruolo portiere.

## Carriera
Ha giocato 15 partite di qualificazione al Campionato mondiale di calcio 2010.

## Palmarès
Giochi asiatici
2014